# Transrapid 07
Der Transrapid 07 (kurz TR07) ist ein Magnetschwebebahn-Fahrzeug, das von ThyssenKrupp-Transrapid gebaut und auf der Transrapid-Versuchsanlage Emsland (TVE) erprobt wurde. Er stellt eine umfangreiche Weiterentwicklung seines Vorgängermodells Transrapid 06 dar und konnte 1991 als erster Zug der Transrapid-Modellreihe die technische Einsatzreife vorweisen.

## Technik
Das Fahrzeug bestand aus zwei Sektionen: Die vordere diente als Passagierbereich und war mit einer 2x2-Bestuhlung ausgestattet, die hintere, die „Techniker-Messsektion“, als technische Überwachungseinheit und Ort für Analysen und Messungen während der Testfahrten. Das Magnetfahrwerk wurde von Thyssen-Henschel hergestellt, der Wagenkasten von Krauss-Maffei, die Sekundärfeder dazwischen von Messerschmitt-Bölkow-Blohm.
Neu erprobt wurden der Einsatz einer Wirbelstrombremse im nun sichereren Magnetfahrwerk sowie ein neuer Fahrzeugaufbau gegenüber dem Transrapid 06. Zur Kommunikation zwischen Leitstand und Fahrzeug wurde ein Richtfunksystem eingeführt, das eine geringere Latenz ermöglichte.

## Einsatz

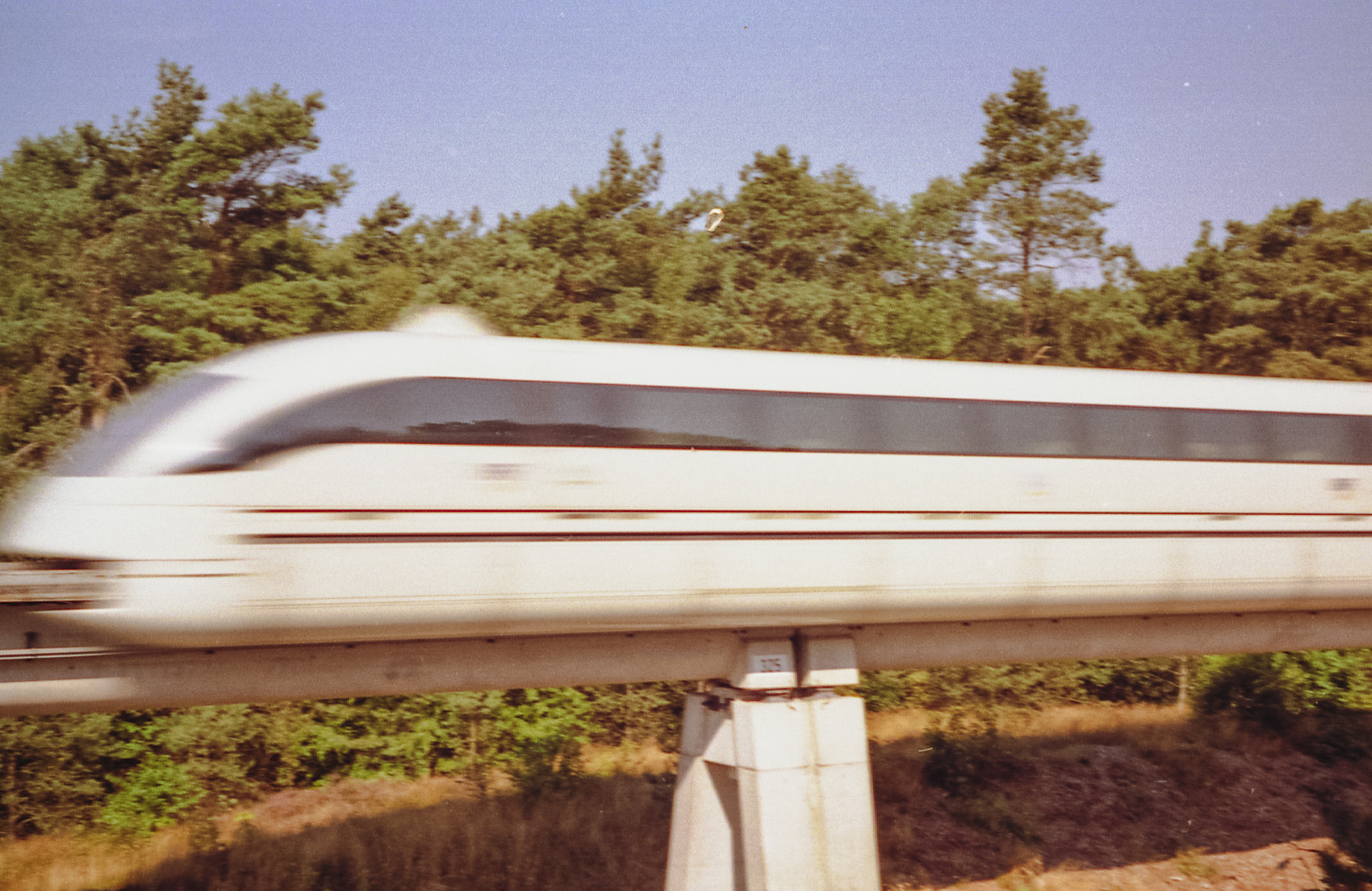
Der Zug auf der Strecke der TVE (1999)

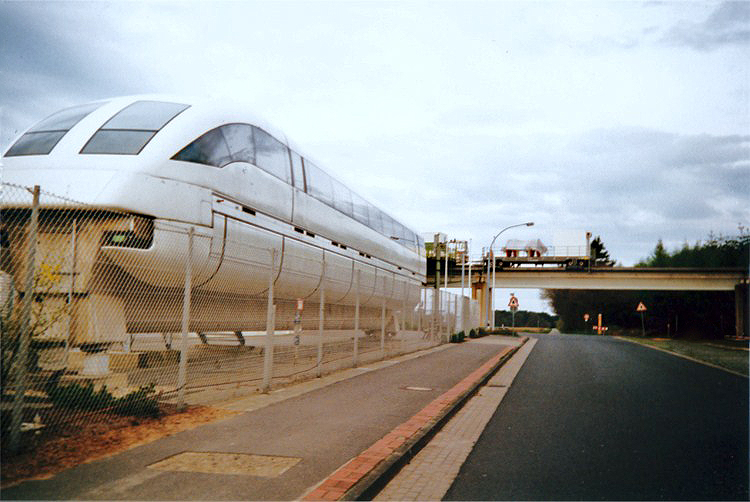
Die Sektion I im Mai 2001 auf dem Gelände der TVE

Insgesamt wurde nur ein einzelnes Zwei-Sektionen-Fahrzeug vom Typ Transrapid 07 hergestellt. Der Bau erfolgte im Jahr 1988 im ThyssenKrupp-Transrapid-Werk in Kassel. Im selben Jahr wurde der Zug auf der Internationalen Verkehrsausstellung 1988 in Hamburg der Öffentlichkeit vorgestellt und anschließend auf die Transrapid-Versuchsanlage Emsland überführt. Dort erhielt er den Namen Europa.
Der Transrapid 07 legte im zehnjährigen Testbetrieb von 1989 bis 1999 mehr als 588.000 Kilometer zurück und beförderte etwa 340.000 Passagiere, die gegen Entgelt an den Fahrten teilnehmen konnten. Von 1988 bis 1992 erfolgte der Testbetrieb gemeinsam mit dem Transrapid 06.
1991 wurde am Transrapid 07 die technische Einsatzreife des Transrapid-Systems festgestellt. Das Fahrzeug wurde mehrfach modifiziert, hauptsächlich, um verschiedene Möglichkeiten der aerodynamischen Optimierung und der Verringerung des Geräuschpegels zu testen.

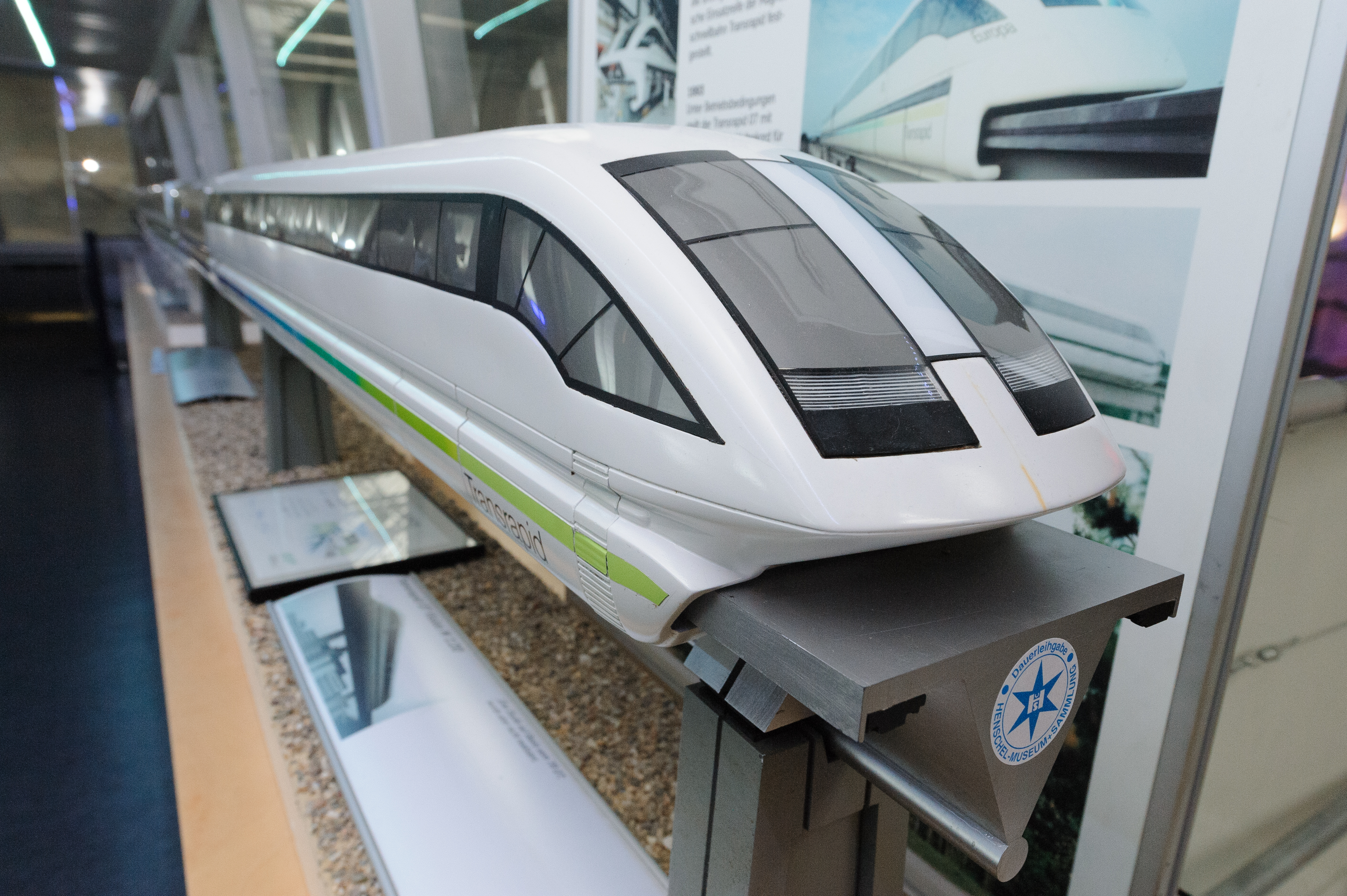
Modell des Transrapid 07 im Technik-Museum Kassel

Das Fahrzeug stellte unter regulären Testbedingungen zunächst am 6. Juni 1993 mit 1.674,05 Kilometern den Rekord für die längste Fahrt eines Transrapids ohne Zwischenhalte und am 17. Juni mit 450 km/h den Rekord für die höchste von einem deutschen Zug und weltweit einer Magnetschwebebahn im Personenverkehr erreichte Geschwindigkeit auf. Zuvor hatten der Transrapid 06 eine Höchstgeschwindigkeit von 412,6 km/h und der Transrapid 07 am 15. Dezember 1989 eine Maximalgeschwindigkeit von 436 km/h erreicht.

## Verbleib
Nachdem im Jahr 1999 der Transrapid 08 die Nachfolge auf der TVE angetreten hatte, wurde das Fahrzeug 2000 und 2002 rot umfoliert, um mit seiner Sektion II ab dem 22. Mai 2001 erst vor der Jahrhunderthalle in Bochum und anschließend vor der Messe in Essen sowie ab 2002 aufgeständert mit der Sektion I im München Airport Center vor dem Terminal 2 des Münchner Flughafens für die später verworfenen Transrapid-Projekte Metrorapid und Transrapid München zu werben. In München wurde das im Inneren eingerichtete Informationszentrum zu Hochzeiten von mehr als 1000 Menschen täglich besucht, insgesamt von etwa 1,4 Millionen. Im Fahrzeug befanden sich neben einer Ausstellung, einer Informationstheke und einem aus den Passagiersitzen bestehenden Sitzbereich auch ein Filmvorführungs-Bereich im Führerstand, der eine virtuelle Fahrt mit dem Transrapid zeigte. 2003 wurde die Essener Sektion zurück nach Lathen gebracht, um dort an der Stelle des Transrapid 06 als Teil des Besucherzentrums ausgestellt zu werden. Ursprünglich sollte auch sie nach München gebracht werden, um dort im Hauptbahnhof als weiteres Informationszentrum zu dienen, sodass beide Sektionen am Start- und Endpunkt der geplanten Trasse in München gestanden hätten.

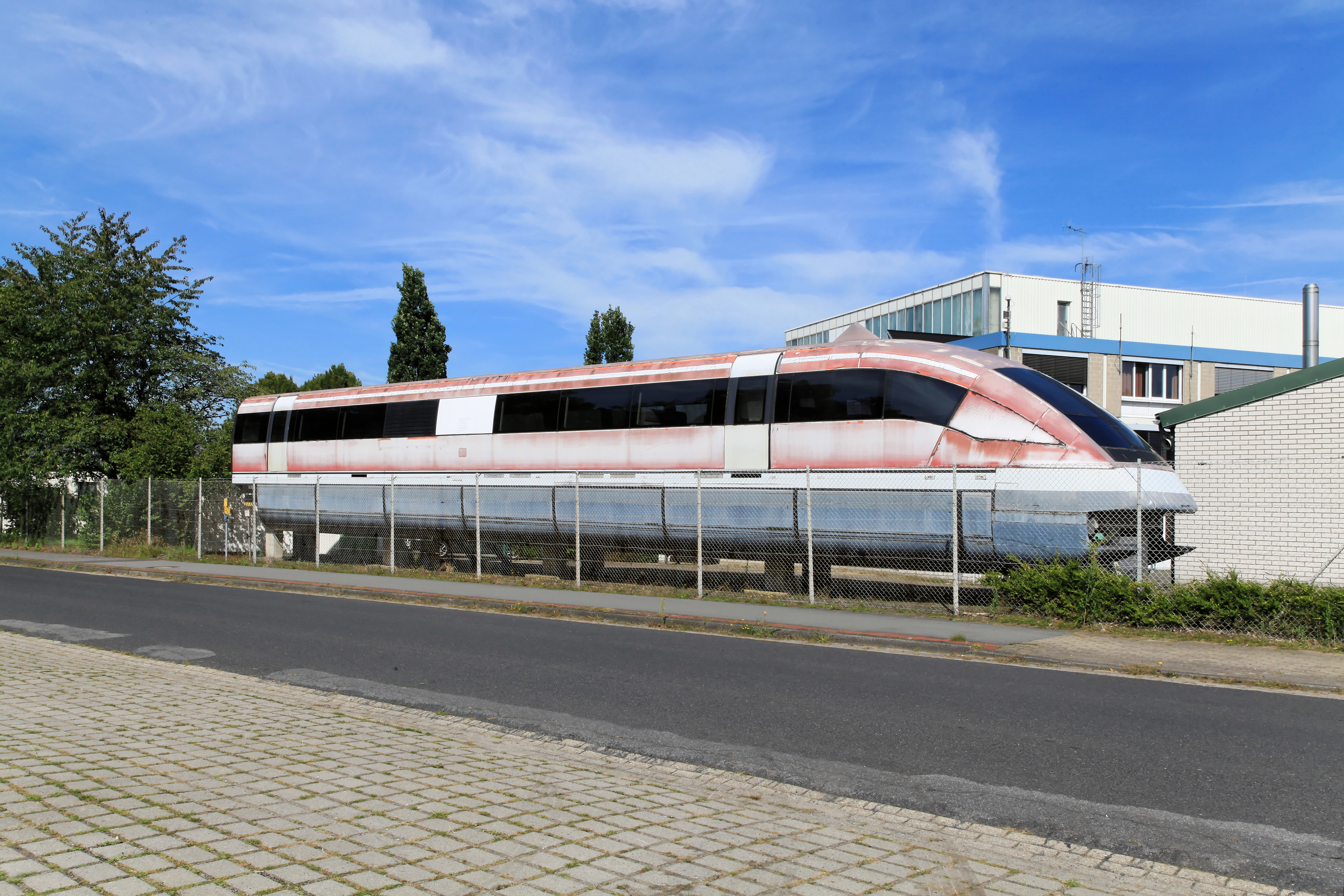
Der Transrapid 07 vor dem Besucherzentrum der TVE (2017)

Die erste Sektion wurde nach dem Ende des Transrapid München zwei Monate zuvor im Mai 2008 zu einem symbolischen Preis von einem Euro an die Firmengruppe Max Bögl verkauft und 2009, grau lackiert sowie mit „Maglev Guideway Bögl“ beschriftet, auf einem kurzen Stück Fahrweg auf dem Gelände der Firma in Sengenthal aufgestellt. Dort stand er zunächst auf dem Werkgelände, wurde dann aber an einen Platz neben der Bundesstraße 299 verlegt. Die zweite Sektion steht in Lathen, wurde durch den Förderverein Transrapid Emsland gereinigt sowie teils neu lackiert und ist als Teil des wiedereröffneten Besucherzentrums zu besichtigen.
Anfang August 2024 wurde bekannt, dass das Eisenbahnmuseum Bochum die Sektion I von Max Bögl erworben hat. Zuvor war versucht worden, stattdessen die in Lathen stehende Sektion des Transrapid 06 zu kaufen, man entschied sich jedoch für den Transrapid 07, da hier auch ein Stück Fahrweg mit erworben werden konnte. Die Kosten für Abbau, Transport und Aufbau in Bochum soll Max Bögl übernehmen, die Stiftung der Sparkasse Bochum bezuschusst das Vorhaben mit 250.000 Euro. Der Kauf erfolgte erneut für einen symbolischen Euro. Die Sektion wurde Mitte September 2024 nach Bochum transportiert.

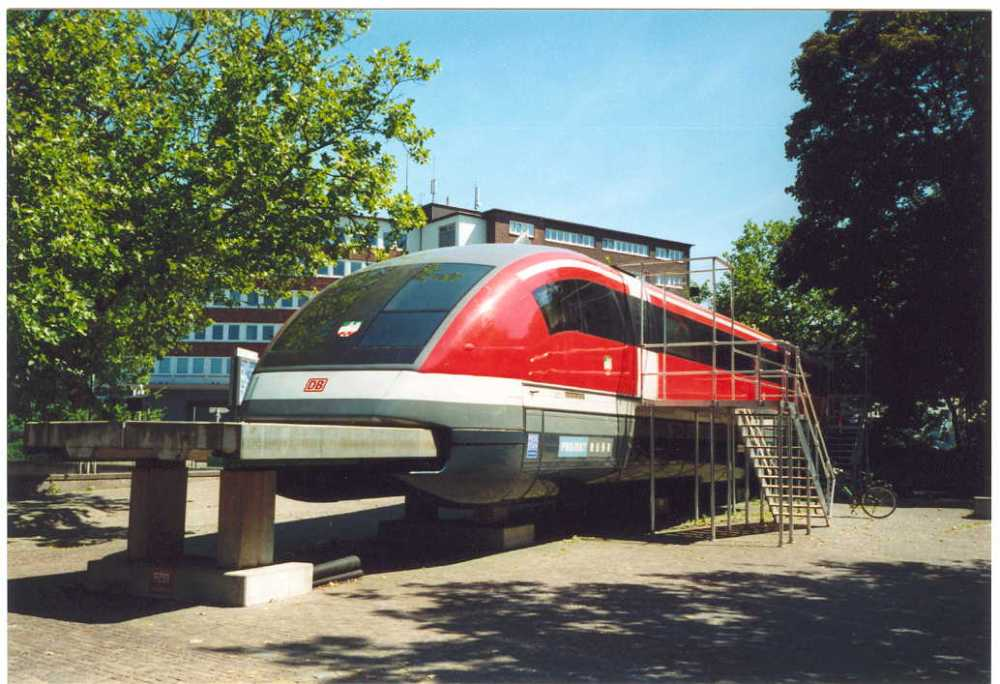
Der TR07 in Essen
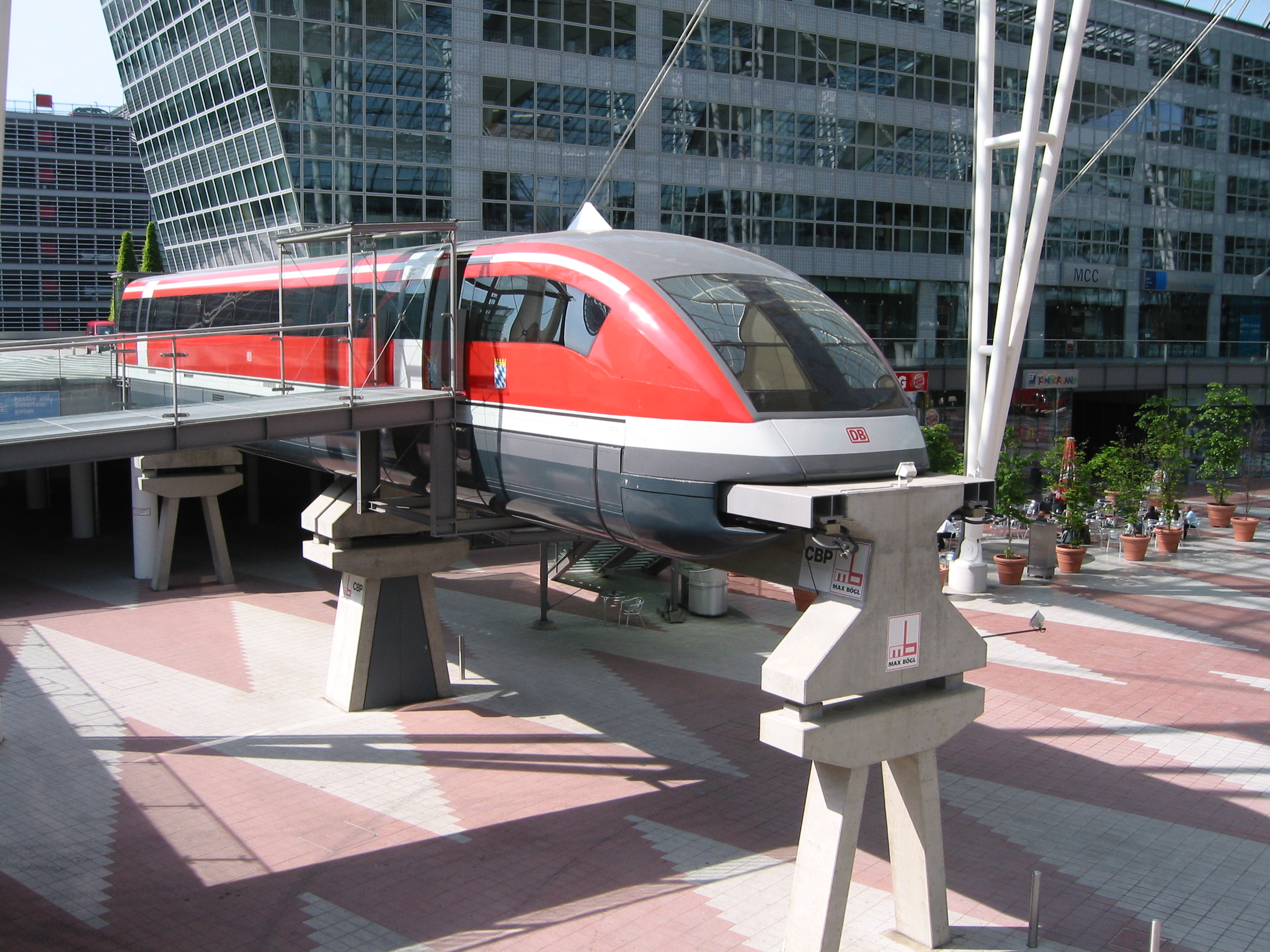
Der TR07 in München
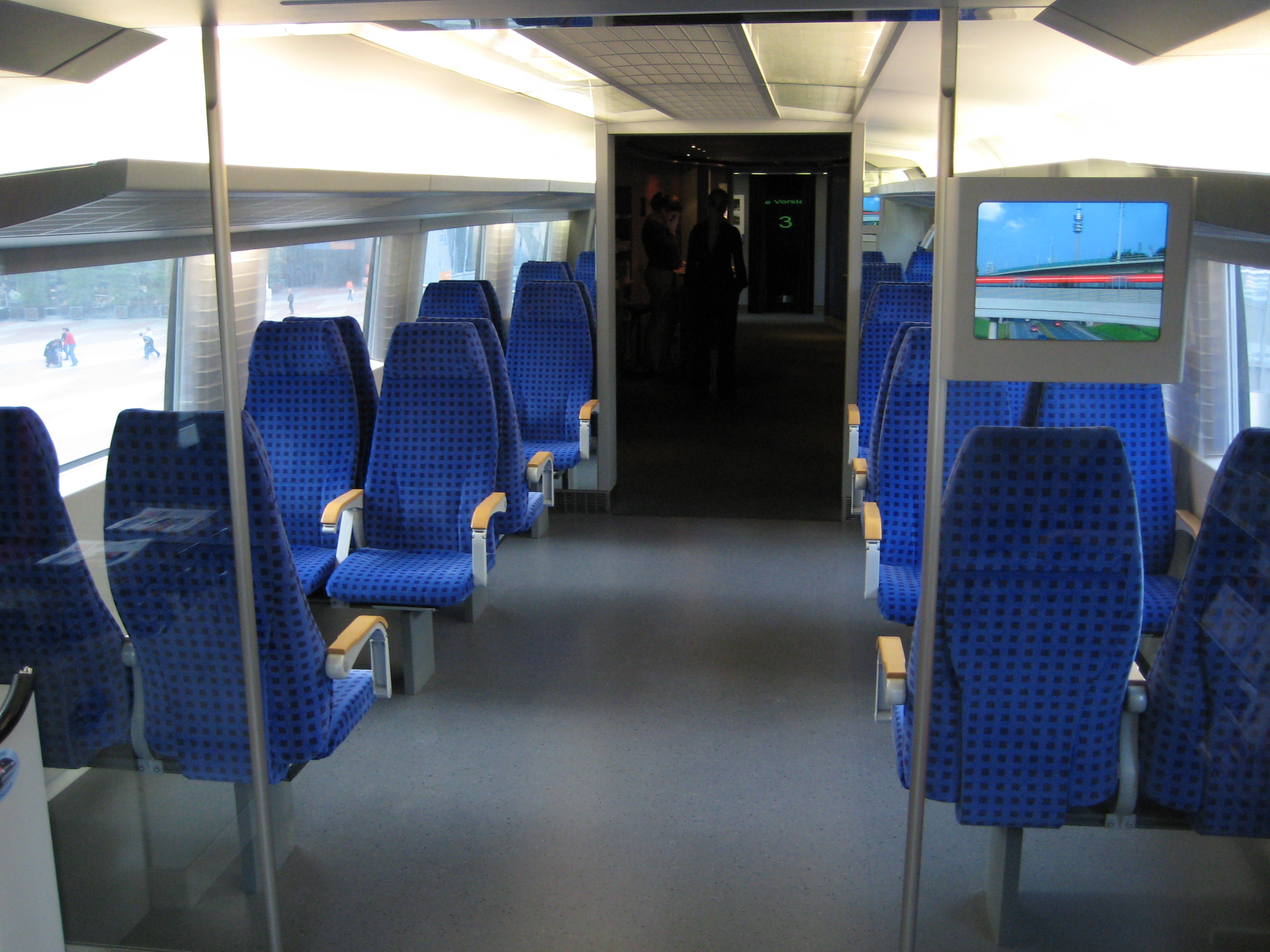
Interieur des TR07 in München
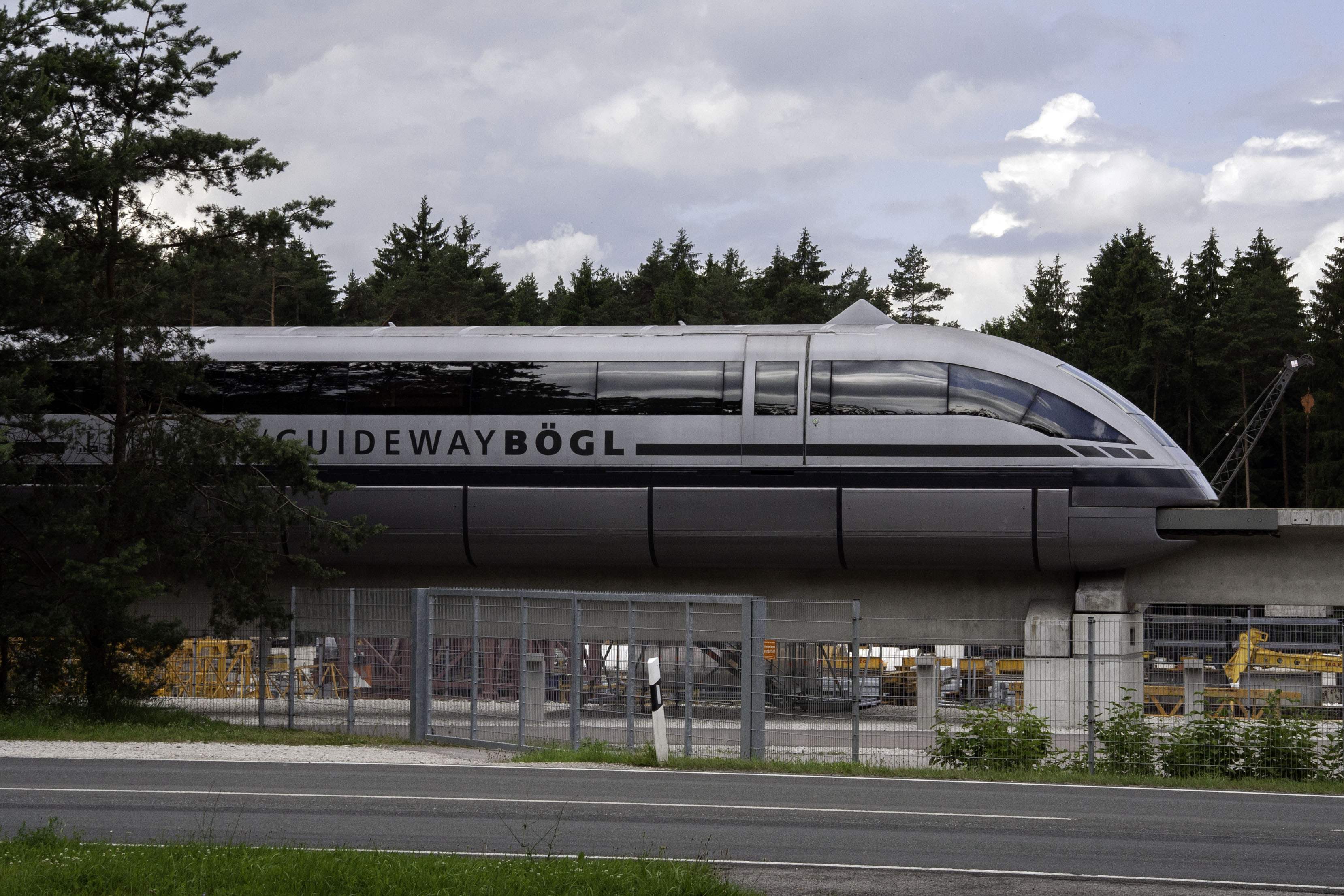
Sektion I bei Max Bögl in Sengenthal
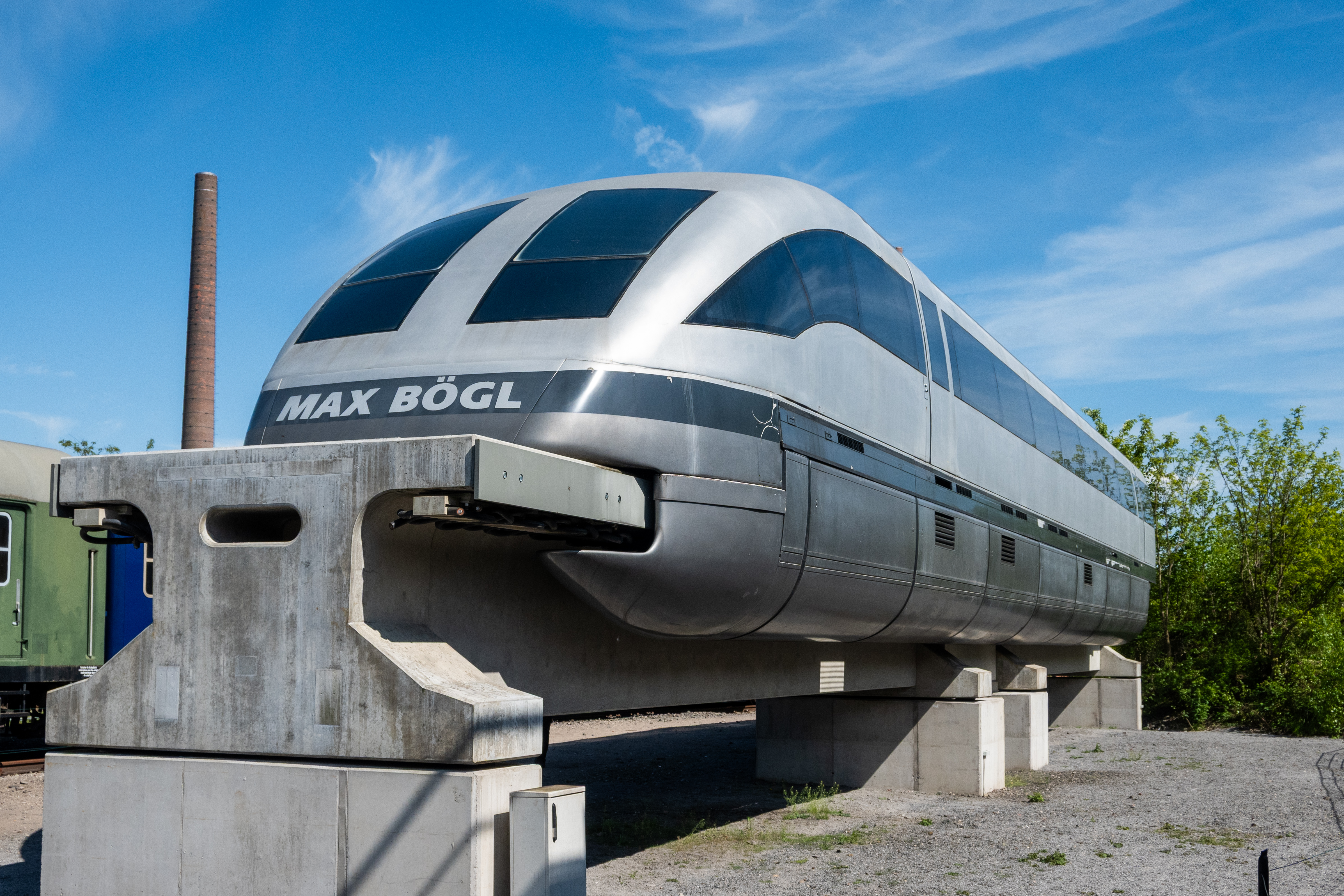
Sektion I im Eisenbahnmuseum Bochum-Dahlhausen (2025)

## Trivia
Im Miniatur Wunderland in Hamburg verkehrt ein Modellzug des Transrapid 07 auf einer einspurigen Strecke, die den Modellabschnitt der Stadt mit dem Bereich Skandinavien verbindet. Das Fahrzeug kann auf der einspurigen Trasse per Knopfdruck durch Besucher gestartet werden.